# Miguel Reisinho
Miguel Silva Reisinho (Vila Nova de Gaia, 9 aprile 1999) è un calciatore portoghese, centrocampista svincolato.

## Caratteristiche tecniche
È un centrocampista centrale.

## Carriera

### Club
Cresciuto nel settore giovanile del Vitória Guimarães, ha debuttato con la seconda squadra del club bianconero il 13 agosto 2017 disputando l'incontro di Segunda Liga pareggiato 0-0 contro l'Oliveirense. Nel settembre 2019 è passato al Boavista dove il 6 dicembre 2019 ha esordito in Primeira Liga disputando il match perso 4-1 contro il Benfica.

### Nazionale
Ha giocato nelle nazionali giovanili portoghesi Under-18, Under-19 ed Under-20.

## Statistiche
Statistiche aggiornate al 7 marzo 2020.

### Presenze e reti nei club
| Stagione                   | Squadra                    | Campionato                 | Campionato | Campionato | Coppe nazionali | Coppe nazionali | Coppe nazionali | Coppe continentali | Coppe continentali | Coppe continentali | Altre coppe | Altre coppe | Altre coppe | Totale | Totale | Totale |
| Stagione                   | Squadra                    | Comp                       | Pres       | Reti       | Comp            | Pres            | Reti            | Comp               | Pres               | Reti               | Comp        | Pres        | Reti        | Pres   | Reti   |        |
| -------------------------- | -------------------------- | -------------------------- | ---------- | ---------- | --------------- | --------------- | --------------- | ------------------ | ------------------ | ------------------ | ----------- | ----------- | ----------- | ------ | ------ | ------ |
| 2017-2018                  | Vitória Guimarães B        | LdH                        | 4          | 0          |                 | -               | -               |                    | -                  | -                  |             | -           | -           | 4      | 0      |        |
| 2018-2019                  | Vitória Guimarães B        | LdH                        | 19         | 0          |                 | -               | -               |                    | -                  | -                  |             | -           | -           | 19     | 0      |        |
| Totale Vitória Guimarães B | Totale Vitória Guimarães B | Totale Vitória Guimarães B | 23         | 0          |                 | -               | -               |                    | -                  | -                  |             | -           | -           | 23     | 0      |        |
| 2019-2020                  | Boavista                   | PL                         | 3          | 0          | CP+CdL          | 0               | 0               |                    | -                  | -                  |             | -           | -           | 3      | 0      |        |
| Totale carriera            | Totale carriera            | Totale carriera            | 26         | 0          |                 | 0               | 0               |                    | -                  | -                  |             | -           | -           | 26     | 0      |        |

### Cronologia presenze e reti in nazionale
| Cronologia completa delle presenze e delle reti in nazionale ― Portogallo under 20 | Cronologia completa delle presenze e delle reti in nazionale ― Portogallo under 20 | Cronologia completa delle presenze e delle reti in nazionale ― Portogallo under 20 | Cronologia completa delle presenze e delle reti in nazionale ― Portogallo under 20 | Cronologia completa delle presenze e delle reti in nazionale ― Portogallo under 20 | Cronologia completa delle presenze e delle reti in nazionale ― Portogallo under 20 | Cronologia completa delle presenze e delle reti in nazionale ― Portogallo under 20 | Cronologia completa delle presenze e delle reti in nazionale ― Portogallo under 20 |
| Data                                                                               | Città                                                                              | In casa                                                                            | Risultato                                                                          | Ospiti                                                                             | Competizione                                                                       | Reti                                                                               | Note                                                                               |
| ---------------------------------------------------------------------------------- | ---------------------------------------------------------------------------------- | ---------------------------------------------------------------------------------- | ---------------------------------------------------------------------------------- | ---------------------------------------------------------------------------------- | ---------------------------------------------------------------------------------- | ---------------------------------------------------------------------------------- | ---------------------------------------------------------------------------------- |
| 30-1-2019                                                                          | Covilhã                                                                            | Portogallo under 20                                                                | 3 – 0                                                                              | Capo Verde under 20                                                                | Amichevole                                                                         | -                                                                                  | 46’                                                                                |
| Totale                                                                             |                                                                                    | Presenze                                                                           | 1                                                                                  |                                                                                    | Reti                                                                               | 0                                                                                  |                                                                                    |